# 内藤頼直
内藤 頼直（ないとう よりなお）は、幕末の大名。信濃高遠藩の第8代（最後）の藩主。高遠藩内藤家13代。

## 略歴
天保11年（1840年）、第7代藩主・内藤頼寧の七男として生まれる。兄・頼愛が早世したため世子となり、安政6年（1859年）に父の隠居により家督を相続すると、翌万延元年（1860年）、藩校進徳館を開闢した。
文久元年（1861年）の和宮下向の際にはその負担を務めた。文久2年（1862年）の生麦事件では幕命により万一に備えて藩軍を動かした。天狗党の乱では藩の要人が無難なく収めた。また幕府の長州征伐にも参加している。
慶応4年（1868年）の戊辰戦争では官軍につき、戦功で賞典金2000両を下賜されている。藩軍は北越・会津戦争に出動して西園寺公望を助けるなど活躍した。明治2年（1869年）、版籍奉還で高遠藩知事となり、明治3年（1870年）に藩制を新たに定めている。
明治4年（1871年）7月14日に廃藩置県で免官となった。明治12年（1879年）に没した。

## 系譜
父母
- 内藤頼寧（父）

正室
- 安 ー 宇都宮藩主戸田忠温の娘

子女
- 内藤弥三郎（長男） ‐ 子爵
- 内藤頼輔（次男） ‐子爵。 岳父に高崎藩主大河内輝声
  - 長男・内藤頼博 ‐ 岳父に侯爵西郷従徳
  - 次男・内藤頼武 ‐ 岳父に男爵大森佳一
  - 長女・要子 ‐ 子爵堤経長（堤雄長の長男）の妻
  - 次女・和子 ‐ 男爵明石元長（明石元二郎の長男）の妻